# Mycteromyia brevirostris
Mycteromyia brevirostris är en tvåvingeart som beskrevs av Philippi 1865. Mycteromyia brevirostris ingår i släktet Mycteromyia och familjen bromsar. Inga underarter finns listade i Catalogue of Life.